# مای سیتی (آیوا)
مای سیتی (به انگلیسی: May City) یک منطقهٔ مسکونی در ایالات متحده آمریکا است که در آیووا واقع شده‌است. مای سیتی ۴۳۴٫۹۵ متر بالاتر از سطح دریا قرار دارد.